# Doug Neubauer
Douglas Neubauer (auch: Doug Neubauer) ist ein US-amerikanischer Ingenieur und Videospielentwickler. Er entwarf unter anderem den elektronischen Spezialbaustein Atari POKEY und programmierte das Anfang der 1980er Jahre sehr beliebte Computerspiel Star Raiders.

## Leben
Während Neubauer 1979 für Atari arbeitete, programmierte er das von Star Wars und Star Trek inspirierte Star Raiders innerhalb von acht bis zehn Monaten. In den frühen achtziger Jahren wechselte Neubauer von der Atari-Heimcomputer- zur Atari-2600-Entwicklung. Er entwickelte drei Spiele (Megaforce, Alien und M*A*S*H) für Fox Video Games unter dem Pseudonym Dallas North. Im Jahr 1984 arbeitete er an einem Spiel für Atari, das auf dem Film The Last Starfighter basieren sollte, das Projekt wurde abgebrochen und nie veröffentlicht. Im Jahr 1986 zeigte Atari neues Interesse an dem Projekt und es wurde als Solaris für den Atari 2600 veröffentlicht, es gilt als geistige Fortsetzung von Star Raiders. In den Jahren 1988 und 1989 veröffentlichte Neubauer noch die Spiele Super Football und Radar Lock.
Er entwickelte auch ein Spiel für das Nintendo Entertainment System mit dem Arbeitstitel Solarian Patrol, das Projekt wurde jedoch nie abgeschlossen.